# Peyrencou
Der Peyrencou ist ein kleiner Fluss in Frankreich, der im Département Haute-Garonne in der Region Okzitanien verläuft. Er entspringt im nordwestlichen Gemeindegebiet von Montégut-Lauragais, entwässert generell Richtung Nordwest durch die Naturlandschaft Lauragais und mündet nach rund 15 Kilometern im Gemeindegebiet von Loubens-Lauragais als linker Nebenfluss in den Girou. Bei seiner Mündung stößt der Peyrencou auf das benachbarte Département Tarn.

## Orte am Fluss
(Reihenfolge in Fließrichtung)
- Le Traoucou, Gemeinde Montégut-Lauragais
- En Boyer, Gemeinde Saint-Julia
- Le Princet, Gemeinde Saint-Julia
- Le Cabanial
- Lambrus, Gemeinde Auriac-sur-Vendinelle
- En Auriel, Gemeinde Le Faget
- En Brousse, Gemeinde Le Faget
- Maynadel, Gemeinde Villeneuve-lès-Lavaur
- La Maynade, Gemeinde Loubens-Lauragais